# Агашин Володимир Іванович
Ага́шин Володи́мир Іва́нович (рос. Агашин Владимир Иванович; *20 липня 1949 — 2003) — російський державний діяч. Заслужений економіст Удмуртії.

## Біографічні відомості
Володимир Іванович народився 20 липня 1949 року у селищі Мисовське Лаїшевського району Татарської АРСР.
1967 року закінчив Сарапульський радгосп-технікум, а з 1967 по 1976 роки працював бухгалтером, старшим та головним бухгалтером Сарапульського районного відділення Удмуртського об'єднання «Сільгосптехніка». Заочно вступив до економічного факультету Пермського сільськогосподарського інституту імені Д. М. Прянишникова, який закінчив 1972 року. В 1976-1981 роках — голова Сарапульського районного агрономічного об'єднання. В 1990–1993 роках — голова виконкому Сарапульського району. З 1993 року — міністр фінансів Удмуртії, з 1995 року — перший заступник Голови Державної Ради Удмуртії (вдруге на цій посаді — 1999 року).
1999 року йому було присвоєно почесне звання «Заслужений громадянин Сарапульського району».
Його син — Агашин Денис Володимирович — міністр транспорту і дорожнього господарства Удмуртії.